# 1899 w muzyce
Wydarzenia muzyczne w 1899 roku.

## Wydarzenia
- 1 stycznia – w Wiedniu odbyło się prawykonanie „Sześciu walców” op. 22 Maxa Regera[1][2]
- 29 stycznia – w Paryżu odbyło się prawykonanie pieśni „Chanson perpétuelle” op. 37 Ernesta Chaussona[1][2]
- 26 lutego – w Wiedniu odbyło się prawykonanie skompletowanej VI symfonii Antona Brucknera[1][2][3]
- 27 lutego – w Paryżu odbyło się prawykonanie „Rêverie” Claude’a Debussy’ego[1][2][4]
- 3 marca – we Frankfurcie nad Menem odbyło się prawykonanie poematu symfonicznego „Ein Heldenleben” op. 40 Richarda Straussa[1][2][5]
- 14 marca – w paryskim Théâtre de la Bodinière odbyło się prawykonanie pieśni „Hymne à Astarté” op. 39 nr 1 Charlesa Koechlina[1][2][6]
- 16 marca – w Nowym Jorku odbyło się prawykonanie motetu „Adstant Angelorum Chori” op. 45 Horatio Parkera[1][2]
- 21 marca – w Berlinie odbyła się prapremiera opery Regina Alberta Lortzinga[1][2]
- 7 kwietnia – w New Haven odbyło się prawykonanie poematu symfonicznego „Northern ballad” op. 46 Horatio Parkera[1][2]
- 21 kwietnia – w Filadelfii odbyło się prawykonanie marsza „Hands Across the Sea” Johna Sousa[1][2]
- 1 maja – w Kopenhadze odbyło się prawykonanie „Kwartetu smyczkowego nr 3” op. 14 Carla Nielsena[1][2]
- 4 maja – w londyńskiej Queen’s Hall miało miejsce prawykonanie „Concert Variations upon an English Theme” op. 71 Charlesa Villiersa Stanforda[1][2]
- 23 maja – w Paryżu odbyła się prapremiera pieśni „Si tu le veux” op. 5 nr 5 Charlesa Koechlina[1][2][7]

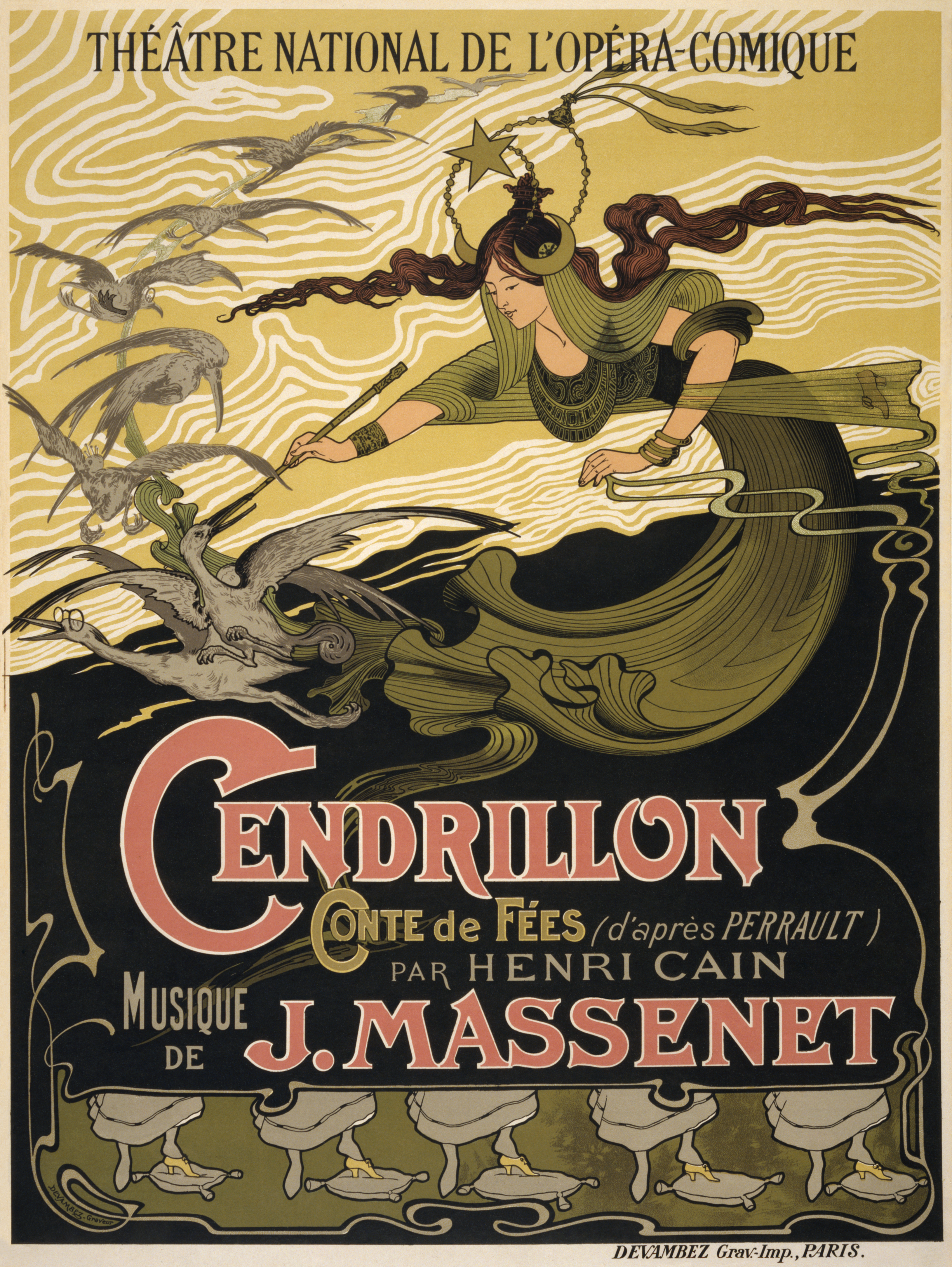
Oryginalny plakat do paryskiej prapremiery opery Cendrillon Jules’a Masseneta (1899)

- 24 maja – w paryskim Théâtre Favart miała miejsce prapremiera opery Cendrillon Jules’a Masseneta[1][2][8]
- 27 maja – w paryskiej Salle du Nouveau Théâtre miało miejsce prawykonanie uwertury „Shéhérazade, ouverture de féerie” Maurice’a Ravela[1][2][9]
- 28 maja – w Paryżu odbyło się prawykonanie suity „Catalonia” Isaaca Albéniza[1][2]
- 14 czerwca – w Essen odbyło się prawykonanie „Sonaty organowej nr 1” op. 33 Maxa Regera[1][2]
- 21 czerwca – w londyńskiej Royal Albert Hall miało miejsce prawykonanie pieśni „Dry Those Fair, Those Crystal Eyes” Edwarda Elgara[1][2]
- 30 czerwca – w londyńskim Pałacu Buckingham miało miejsce prawykonanie pieśni „Our enemies have fall'n” op. 68 nr 8 Charlesa Villiersa Stanforda[1][2]
- 13 lipca – w Londynie odbyło się prawykonanie „Trio fortepianowego nr 2” op. 73 Charlesa Villiersa Stanforda[1][2]
- 11 września – w Akademii Muzycznej w Montrealu miała miejsce prapremiera operetki Cyrano de Bergerac Victora Herberta[1][2]
- 2 października – w Her Majesty’s Theatre w Montrealu miała miejsce premiera operetki The Singing Girl Victora Herberta[1][2]
- 5 października – w St. Andrew’s Hall w Norwich miało miejsce prawykonanie pieśni „Sea Pictures” op. 37 Edwarda Elgara[1][2][10]
- 9 października – w Scranton w stanie Pensylwania odbyła si prapremiera opery The Ameer Victora Herberta[1][2][11]
- 21 października – w Helsinkach odbyło się prawykonanie „The Breaking of the Ice on Oulu River” op. 30 Jeana Sibeliusa[1][2]
- 23 października – w Hyperion Theatre w New Haven miała miejsce prapremiera operetki Chris and the Wonderful Lamp Johna Sousa[1][2][12]
- 26 października – w wiedeńskim Carltheater miała miejsce prapremiera operetki Wiedeńska krew Johanna Straussa (syna)[1][2]
- 3 listopada – w moskiewskim Teatrze Sołodownikowa miała miejsce prapremiera opery The Tsar’s Bride Nikołaja Rimskiego-Korsakowa[1][2][13]
- 13 listopada – w londyńskim Alhambra Theatre miało miejsce prawykonanie pieśni „The Absent-Minded Beggar” Arthura Sullivana[1][2]
- 13 listopada – w Petersburgu odbyło się pierwsze publiczne wykonanie hymnu Litwy autorstwa Vincasa Kudirki
- 14 listopada – w petersburskim Teatrze Maryjskim miała miejsce prapremiera opery The Sarecen Cezara Cui[1][2][14]
- 21 listopada – w Fall River w stanie Massachusetts odbyło się prawykonanie „Melodii na skrzypce i fortepian” op. 44 Arthura Foote[1][2]
- 23 listopada – w Teatrze Narodowym w Pradze miałe miejsce prapremiera opery Diabeł i Kasia op. 112 Antonína Dvořáka[1][2]
- 26 listopada – w Paryżu odbyło się prywatne prawykonanie kantaty „La lampe du ciel” op. 12 Charlesa Koechlina[1][2]
- 29 listopada – w londyńskim Savoy Theatre miała miejsce prapremiera operetki The Rose of Persia Arthura Sullivana[1][2][15]
- 8 grudnia – w Wiedniu odbyło się prawykonanie chóru „Zwei Männerchöre” op. 42 Richarda Straussa[1][2]
- 30 grudnia – w Sankt Petersburgu odbyło się prawykonanie pieśni „The Song of Oleg the Wise” op. 58 Nikołaja Rimskiego-Korsakowa[1][2]

## Urodzili się
- 7 stycznia – Francis Poulenc, francuski kompozytor (zm. 1963)
- 12 stycznia – Pierre Bernac, właśc. Pierre Bertin, francuski śpiewak (baryton) (zm. 1979)
- 21 stycznia – Aleksandr Czeriepnin, rosyjski kompozytor, pianista i dyrygent (zm. 1977)
- 24 stycznia – Feliks Rybicki, polski kompozytor, dyrygent i pedagog (zm. 1978)
- 14 lutego – Lovro von Matačić, chorwacki dyrygent (zm. 1985)
- 15 lutego – Georges Auric, francuski kompozytor i krytyk muzyczny, współzałożyciel Les Six (zm. 1983)
- 5 marca – Patrick Hadley, angielski kompozytor, dyrygent i pedagog (zm. 1973)
- 10 marca – Finn Høffding, duński kompozytor i pedagog (zm. 1997)
- 13 marca
  - William Lovelock, angielski organista, pedagog muzyczny i kompozytor (zm. 1986)
  - Panczo Władigerow, bułgarski kompozytor, dyrygent i pianista (zm. 1978)
- 31 marca – Leo Borchard, niemiecki dyrygent rosyjskiego pochodzenia (zm. 1945)
- 7 kwietnia – Robert Casadesus, francuski pianista i kompozytor (zm. 1972)
- 18 kwietnia – Zdeněk Chalabala, czeski dyrygent (zm. 1962)
- 21 kwietnia – Randall Thompson, amerykański kompozytor i pedagog (zm. 1984)
- 29 kwietnia – Duke Ellington, amerykański pianista i kompozytor (zm. 1974)
- 1 maja – Jón Leifs, islandzki kompozytor, pianista i dyrygent (zm. 1968)
- 5 maja – Paul Barbarin, amerykański perkusista jazzowy (zm. 1969)
- 10 maja – Fred Astaire, amerykański tancerz, aktor i piosenkarz (zm. 1987)
- 16 maja – Wiktor Oranski, rosyjski kompozytor, autor baletów, oper, operetek, muzyki filmowej i teatralnej (zm. 1953)
- 12 czerwca
  - Józef Wolfsthal, polski skrzypek pochodzenia żydowskiego (zm. 1931)
  - Stefan Wrocławski, polski kompozytor, organista, dyrygent i pedagog (zm. 1972)
- 13 czerwca – Carlos Chávez, meksykański kompozytor, dyrygent, teoretyk muzyki, pedagog, publicysta, założyciel i dyrektor Meksykańskiej Orkiestry Symfonicznej (zm. 1978)
- 16 lub 20 czerwca[a] – Helen Traubel, amerykańska śpiewaczka (sopran dramatyczny), aktorka i artystka kabaretowa (zm. 1972)
- 21 czerwca – Pavel Haas, czeski kompozytor pochodzenia żydowskiego; brat aktora Hugo Haasa (zm. 1944)
- 26 czerwca – Riho Päts, estoński kompozytor i pedagog (zm. 1977)
- 1 lipca
  - Thomas A. Dorsey, amerykański muzyk blues i gospel (zm. 1993)
  - Tadeusz Górzyński, polski kompozytor muzyki filmowej, dyrygent (zm. 1942)
- 3 lipca – Klimientij Korczmariow, rosyjski kompozytor, pianista (zm. 1958)
- 6 lipca – Konrad Ameln, niemiecki muzykolog, dyrygent chóralny i pedagog (zm. 1994)
- 10 lipca – André Souris, belgijski kompozytor, dyrygent i muzykolog (zm. 1970)
- 1 sierpnia – William Steinberg, niemiecko-amerykański dyrygent (zm. 1978)
- 18 sierpnia – Ludwik Sempoliński, polski aktor, reżyser, tancerz, piosenkarz i pedagog (zm. 1981)
- 3 września – Henryk Gold, polski muzyk i kompozytor muzyki rozrywkowej pochodzenia żydowskiego, pionier polskiego jazzu (zm. 1977)
- 9 września – Marija Judina, rosyjska pianistka (zm. 1970)
- 11 września – Jimmie Davis, amerykański piosenkarz country, polityk (zm. 2000)
- 16 września – Hans Swarowsky, austriacki dyrygent, pedagog, pisarz i tłumacz (zm. 1975)
- 22 września – Stanisław Dowtort, litewski śpiewak (tenor), artysta baletowy i reżyser teatralny narodowości polskiej (zm. 1989)
- 26 września – Irena Dubiska, polska skrzypaczka i pedagog (zm. 1989)
- 1 października – Lajos Bárdos, węgierski kompozytor, dyrygent chóralny i muzykolog (zm. 1986)
- 19 października – Sidonie Goossens, brytyjska harfistka (zm. 2004)
- 18 listopada – Eugene Ormandy, amerykański dyrygent pochodzenia węgierskiego (zm. 1985)
- 22 listopada – Hoagy Carmichael, amerykański kompozytor, pieśniarz, autor tekstów piosenek, aktor (zm. 1981)
- 24 listopada – Jan Adam Maklakiewicz, polski kompozytor, dyrygent i krytyk muzyczny (zm. 1954)
- 30 listopada – Hans Krása, czeski kompozytor pochodzenia żydowskiego (zm. 1944)
- 2 grudnia – John Barbirolli, brytyjski dyrygent i wiolonczelista (zm. 1970)
- 5 grudnia – Bolesław Woytowicz, polski kompozytor, pianista i pedagog (zm. 1980)
- 11 grudnia – Julio de Caro, argentyński muzyk tanga, kompozytor, skrzypek i dyrygent (zm. 1980)
- 16 grudnia – Noël Coward, angielski dramaturg, kompozytor, reżyser, aktor i piosenkarz (zm. 1973)
- 25 grudnia – Irena Turkewycz-Martyneć, ukraińska śpiewaczka operowa, primadonna Opery Lwowskiej (zm. 1983)
- 27 grudnia – August Suzin, polski śpiewak operowy (tenor) (zm. 1932)
- 28 grudnia – Eugeniusz Bodo, polski aktor filmowy, rewiowy i teatralny, reżyser, scenarzysta, także tancerz, piosenkarz i producent pochodzenia szwajcarskiego (zm. 1943)
- 31 grudnia – Silvestre Revueltas, meksykański kompozytor, skrzypek i dyrygent (zm. 1940)

## Zmarli
- 20 maja – Carlotta Grisi, włoska tancerka baletowa (ur. 1819)
- 24 maja – Rudolf Schwarz, polski kupiec, muzyk, pedagog (ur. 1834)
- 3 czerwca – Johann Strauss (syn), austriacki kompozytor, dyrygent i skrzypek (ur. 1825)
- 10 czerwca – Ernest Chausson, francuski kompozytor (ur. 1855)
- 13 października – Aristide Cavaillé-Coll, francuski organmistrz (ur. 1811)
- 15 października – Johann Nepomuk Fuchs, austriacki kompozytor i dyrygent (ur. 1842)
- 16 listopada – Vincas Kudirka, litewski lekarz, dziennikarz, poeta, muzyk i kompozytor (ur. 1858)
- 7 grudnia – Antoni Kątski, polski pianista i kompozytor (ur. 1817)
- 11 grudnia – Marietta Piccolomini, włoska śpiewaczka operowa (sopran) (ur. 1834)
- 14 grudnia – Władysław Wiślicki, polski kompozytor, dyrygent i pianista (ur. 1829)
- 21 grudnia – Charles Lamoureux, francuski dyrygent i skrzypek (ur. 1834)
- 31 grudnia – Karl Millöcker, austriacki kompozytor (ur. 1842)